# Инженерная улица (Ломоносов)
Инжене́рная улица — улица в городе Ломоносове Петродворцового района Санкт-Петербурга. Проходит от Краснопрудской улицы до дома 21 по улице Победы.
Название появилось в 1950-х годах. Оно связано с тем, что первоначально построенные на улице дома заселялись инженерно-техническими работниками одного из предприятий Ленинграда.
В настоящее время застройка Инженерной улицы отсутствует. От последнего дома — № 3 — остается пепелище. Другой такой же дом — № 5 — был снесён в 2011 году. Оба датируются началом 1950-х годов.
Инженерная улица состоит из двух фрагментов, оси которых сдвинуты относительно друг друга на Михайловской улице.

## Перекрёстки
- Краснопрудская улица
- Михайловская улица (два перекрёстка)